# Na krawędzi (film 1972)
Na krawędzi – polski film sensacyjny z 1972 roku na podstawie powieści Droga do Monachium Mariana Reniaka.

## Obsada
- Zygmunt Malanowicz – Ryszard Czernik
- Jolanta Bohdal – Krystyna
- Tadeusz Janczar – Wojtek
- Ignacy Machowski – aptekarz
- Rajmund Jakubowicz – Edward
- Zbigniew Geiger – oficer UB w cywilu
- Zdzisław Maklakiewicz – pracownik CIA obsługujący wykrywacz kłamstw
- Bolesław Idziak – major UB przesłuchujący Czernika
- Elżbieta Jasińska – sekretarka
- Andrzej Krasicki – pułkownik kontrwywiadu
- Bogdan Łysakowski – pułkownik, szef organizacji
- Holger Mahlich
- Barbara Omielska – barmanka
- Jack Recknitz – major Jack Tooth
- Tadeusz Sabara – laborant
- Hans Schulze
- Witold Skaruch – pracownik CIA obsługujący wykrywacz kłamstw
- Karol Sturm – Georg
- Mirosław Szonert – Beno
- Bogdan Wiśniewski
- Janusz Zakrzeński – oficer UB przesłuchujący Czernika